# الكسارة
الكسارة هي آلة مصممة لتقليل حجم الصخور الكبيرة إلى صخور أصغر أو حصى أو دقيقًا صخريًا.
قد تُستعمل الكسارة لتقليل حجم مواد المخلفات أو تغيير شكلها، لتسهيل عملية التخلص منها أو إعادة تدويرها أو تقليل حجم مزيج صلب من المواد الخام (كما في صخر الخام)، حتى يصبح بالمقدور تمييز الأجزاء ذات التركيب المختلف. يمثل التكسير عملية لنقل قوة تضخّمها الفائدة الميكانيكية بواسطة مادة تتكون من جزيئات ذات رابطة قوية ومقاومة للتشوه أكثر من تلك التي تمتلكها المواد المكسَّرة. توضع المواد المراد تكسيرها في جهاز الكسارة بين سطحين صلبين متوازيين أو متماسين، وتستخدم قوة كافية تجعل السطحين يقتربان من بعض لتوليد الطاقة الكافية خلال المواد المكسرة كي تنفصل جزيئاتها بفعل (التمزق)، أو يتغير ترتيبها بفعل (التشوه). قديمًا كانت الكسارات عبارة عن أحجار تُحمل باليد، إذ يولد وزن الحجر دفعة للقوة العضلية المستخدمة مقابل السندان الحجري. وكانت الطواحين اليدوية والهاونات أمثلة على ذلك النوع من أجهزة التكسير.

## الخلفية التاريخية
تُعتبر الكسارات في الصناعة آلات تستخدم سطحًا معدنيًا لكسر أو ضغط المواد، وتحولها إلى قطع مكسرة صغيرة أو كتل أكثر كثافة. خلال أغلب التاريخ الصناعي، كان الجزء الأكبر من التكسير والتعدين يتم عن طريق القوة العضلية، التي عدت مصدرًا لتطبيق القوة المركزة على طرف معول عامل المنجم أو المطرقة الثقيلة. قبل انتشار استخدام المتفجرات في تعدين الكتل منتصف القرن التاسع عشر، كانت عمليات التكسير والتحجيم الأولية تتم يدويًا وبالمطارق في المنجم، أو باستخدام المطارق التي تعمل بالطاقة المائية في مصانع الحدادة الصغيرة التي تعمل بطاقة الفحم النباتي المحترق، واستخدمت كذلك مصانع الحديد في عصر النهضة من بداية الثورة الصناعية إلى منتصفها. كان ذلك فقط بعد المتفجرات، ثم استُخدمت المجارف البخارية القوية لإنتاج قطع كبيرة من المواد، والتي يُقلل حجمها بدايةً بالطرق في المنجم قبل تحميلها للسطح في أكياس، وهي القطع التي تُستخدم كمجموعة ركام لطرق السكك الحديدية وقضبانها، لذلك أصبحت عملية تكسير السطح بعد التعدين أمرًا ضروريًا. حدثت عمليات التكسير بدايةً في المسابك، لكن مع السيطرة التي اكتسبها الفحم، أصبحت كسارات الفحم من أكبر العمليات التي تغذي النمو الصناعي خلال العقد الأول من القرن السابع عشر إلى سبعينيات القرن العشرين، إذ استُبدلت الكسارات بالاحتياجات الحالية للوقود. أدى الانتفاع من الحديد المطاوع وحديد السبك كمواد مرغوبة إلى حدوث تسارع تدريجي لقدوم تلك الحقبة واستبدال الصناعة التي يرتكز اقتصادها على الحرف المنزلية. وتزايد شح الغابات لإنتاج الفحم في أواخر القرن السادس عشر، ما أدى إلى بروز صناعة زجاج النوافذ والتي أصبحت -إلى جانب المدخنة- ضمن الطبقة المتوسطة المتنامية في القرنين السادس عشر والسابع عشر. كما هو دائم، كان الفحم ضروريًا لإذابة المعادن، خاصة لإنتاج كميات أكبر من النحاس والبرونز وحديد الصب والسبك والمطاوع والمطلوبة من فئات المستهلكين الجدد. أبرزت التطورات الأخرى في قطاع المعادن كتعدين الذهب والفضة الممارسات والتطورات لطرق التعامل مع الكتل المادية والتقنيات، والتي تغذي الطلب المتزايد على الحديد والزجاج، علمًا بأنهما بقيا نادرين حتى القرن الثامن عشر.
ازدادت الأمور سوءً عندما اكتشف الإنجليز كيفية تصنيع مدافع الحديد الأكثر اقتصادية (1547)، عقب أن أصبحوا مزودين للسلطات الأوروبية بالأسلحة بعد زعامتهم لمنتجي الأسلحة البرونزية والنحاسية، وبموجب قوانين برلمانية في نهاية المطاف، والتي حظرت تدريجيًا أو منعت القطع الجائر للأشجار من أجل الفحم في مناطق كبيرة من المملكة المتحدة. في عام 1611، مُنح ائتلاف بقيادة السمسار إدوارد زوتش براءة اختراع الفرن العاكس، وهو فرن يستخدم الفحم عوضًا عن احتياطات الأخشاب الوطنية الثمينة، والذي وُظف مباشرة في صناعة الزجاج. شقّ روبر بارون الثري وذو الصلة السياسية (والمعروف بشخصية روبرت مانسيل) طريقه من خلال شركة الأفران الناشئة وتمكن من السيطرة عليها، وبحلول عام 1615، تمكن من إصدار اعلان جيمس الأول الذي يحظر استخدام الخشب لإنتاج الزجاج، مانحًا بذلك ممتلكات أسرته الكبيرة من الفحم احتكارًا على كل من مصادر ووسائل الإنتاج لما يقارب النصف قرن. وبعد قرن، انتقل أبراهام داربي إلى بريستول حيث شيد مبنًى لصناعة النحاس والبرونز بتوظيف العمال الهولنديين واستخدامهم للسيطرة على التقنيات الهولندية. اعتُبرت المادتين أجود من الحديد في المدافع والآلات.
عندما فشل الهولنديون في صياغة الحديد، نجح بذلك أحد تلامذة داربي الصناعيين، جون ثوماس في عام 1707، وكما قالها بيرك «أعطى إنجلترا مفتاح الثورة الصناعية». في ذلك الوقت، كانت جميع المناجم والمسابك فعليًا عبارة عن مشاريع صغيرة باستثناء مناجم الصفيح (المنساق بسعر وفائدة النحاس) والمواد التي تخرج للتو صغيرة من المناجم بفعل طرق عمال المناجم الذين اضطروا لجمع أعمالهم في أكياس الحمل الخاصة بالدواب. في نفس الوقت، استُنزفت المناجم بفعل أنظمة سيفري ونيوكومين للضخ التي تعمل بالبخار. وكلما كانت المناجم على عمق أكبر، كان الطلب أكبر على كل من الحديد والفحم و المضخات الأفضل. نظرًا للأمام بوضوح، باع داربي فوائد عمله بالنحاس بسعر منخفض وانتقل للإقامة في قرية كولبرووكديل مع مناجمه الوفيرة من الفحم، ومزودات الطاقة المائية والمواد الخام القريبة. خلال ذلك العقد، طورت مسابكه تقنيات لصياغة الحديد وبدأت باستبدال معادن أخرى في مجالات مختلفة. جعل التفحيم ملائمًا لوقوده باستنساخ أسلوب بريوير. في عام 1822، احتاجت صناعات المضخات لأسطوانات أكبر تتلائم ومقدرة داربي لإذابة كميات كافية من حديد الصب لصياغة اسطوانات حديدية كبيرة وغير باهظة الثمن عوضًا عن الاسطوانات النحاسية المكلفة، ما قلل من تكلفة الأسطوانات بمقدار تسعة أعشار.
مع الاستخدام المتزايد للبارود في التعدين، ازدادت بقايا الصخور الناتجة عن التعدين، وأصبح التفجير بحد ذاته معتمدًا على مجموعة منظمة، لا على مجرد حمل متأرجح. وثبتت المقاييس الاقتصادية تدريجيًا في المشاريع الصناعية، في حين أصبح النقل عقبة أساسية، لأن أحجام المواد المنقولة استمرت بالازدياد نتيجة الطلب. كانت العديد من مشاريع القنوات الشائكة وتمديدها خشبية في البداية، ثم وفر الحديد الحماية للقضبان باستخدام  حيوانات الجر لسحب الأحمال في الاقتصاد المعتمد على نقل البضائع. وتطورت صناعة الفحم يدًا بيد لتكون الوقود المفضل لإذابة المواد الخام وتكسيرها وتحضيرها (تنظيفها) لمئات السنين في كسارات الفحم، وهي مبانٍ كبيرة وصاخبة، ومليئة بالناقلات ومنصات التكسير والمطارق ومشابك التخزين.

## الاستخدام الصناعي
تستخدم عمليات التعدين الكسارات، وغالبًا ما تصنف حسب درجة تفتت المادة الأولية، وتتولى الكسارات الأساسية والثانوية المواد الخشنة، وتعمل الكسارات الثلاثية والرباعية على تقليل حجم جزيئات المواد الخام إلى تدريج أنعم. صُممت كل كسارة لتعمل بما يناسب كمية قصوى معينة من حجم المادة الخام، وغالبًا ما تصل مخرجاتها إلى آلة تنخيل تعمل على تصنيف المنتج وتوجهه لمزيد من المعالجة. عادة ما تكون مراحل التكسير متبوعة بمراحل طحن في حال برزت الحاجة إلى تقليل حجم المادة. إضافة إلى ذلك تقع محطمات الصخور عادة بجانب الكسارة لتقليل الحجم الكلي للمادة الكبيرة جدًا بالنسبة للكسارة. تُستخدم الكسارات لتقليل حجم الجزيئات بشكل كافي للتمكن من معالجة المادة إلى أجزاء أنعم في المطحنة. غالبًا ما يحتوي خط سير عملية المعالجة على كسارة يتبعها مطحنة التبلد ومن ثم طاحونة الكرات. في هذا السياق، تعتبر مطحنة التبلد وطاحونة الكرات مطاحنًا عوضًا عن كسارات.
في العملية، تُسلم المواد الخام (ذات الأحجام المختلفة) إلى وعاء الكسارة الأولي عن طريق شاحنات التفريغ والحفارات وآلات التحميل ذات العجلات الأمامية. يتحكم جهاز تغذية مثل ساحة التغذية أو الناقلات أو الشبكات المهتزة بمعدل دخول المواد إلى الكسارة، وغالبًا ما تحتوي على جهاز تنخيل أساسي يسمح للمواد الصغيرة بعبور الكسارة بنفسها ما يزيد من الكفاءة. يقلل التكسير الأساسي من حجم القطع الكبيرة إلى حجم يمكن لآلات الصب التعامل معه.
تكون بعض الكسارات متحركة وتكسر الصخور التي يبلغ طولها 105 متر (60 بوصة). وتستعمل بشكل أساسي في واجهة المنجم، ويمكن لتلك الوحدات الانتقال عبر آليات التغذية (الجرافات بشكل رئيسي) لزيادة الحمولة المنتجة. تُدمج الصخور المكسرة مباشرة مع الخرسانة والإسفلت في عمليات النقل وتُرسب على سطح الطريق. يعمل ذلك على إزالة الحاجة لنقل مواد كبيرة الحجم للكسارة والعودة إلى سطح الطريق بعد ذلك.

## معرض صور

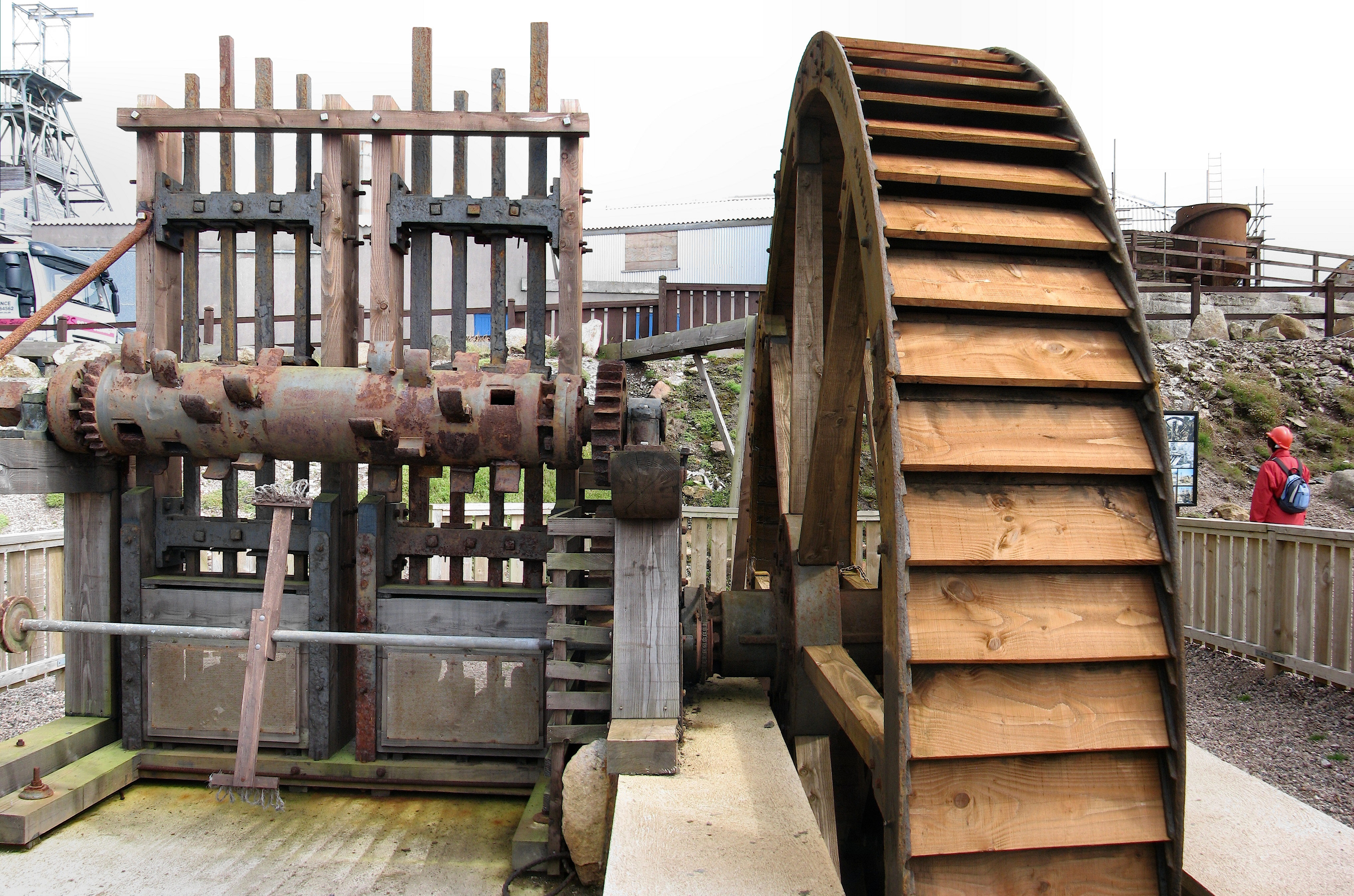
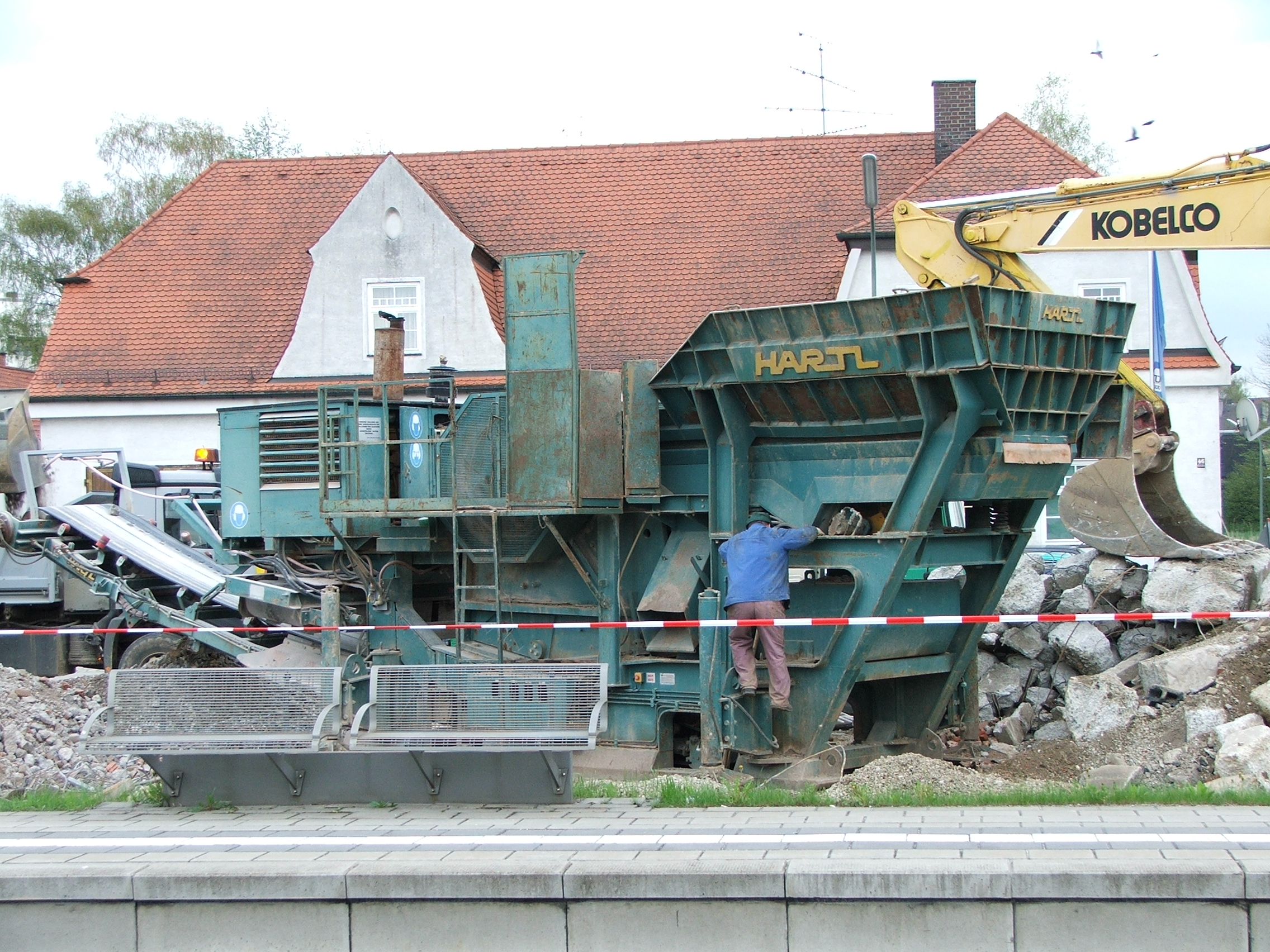
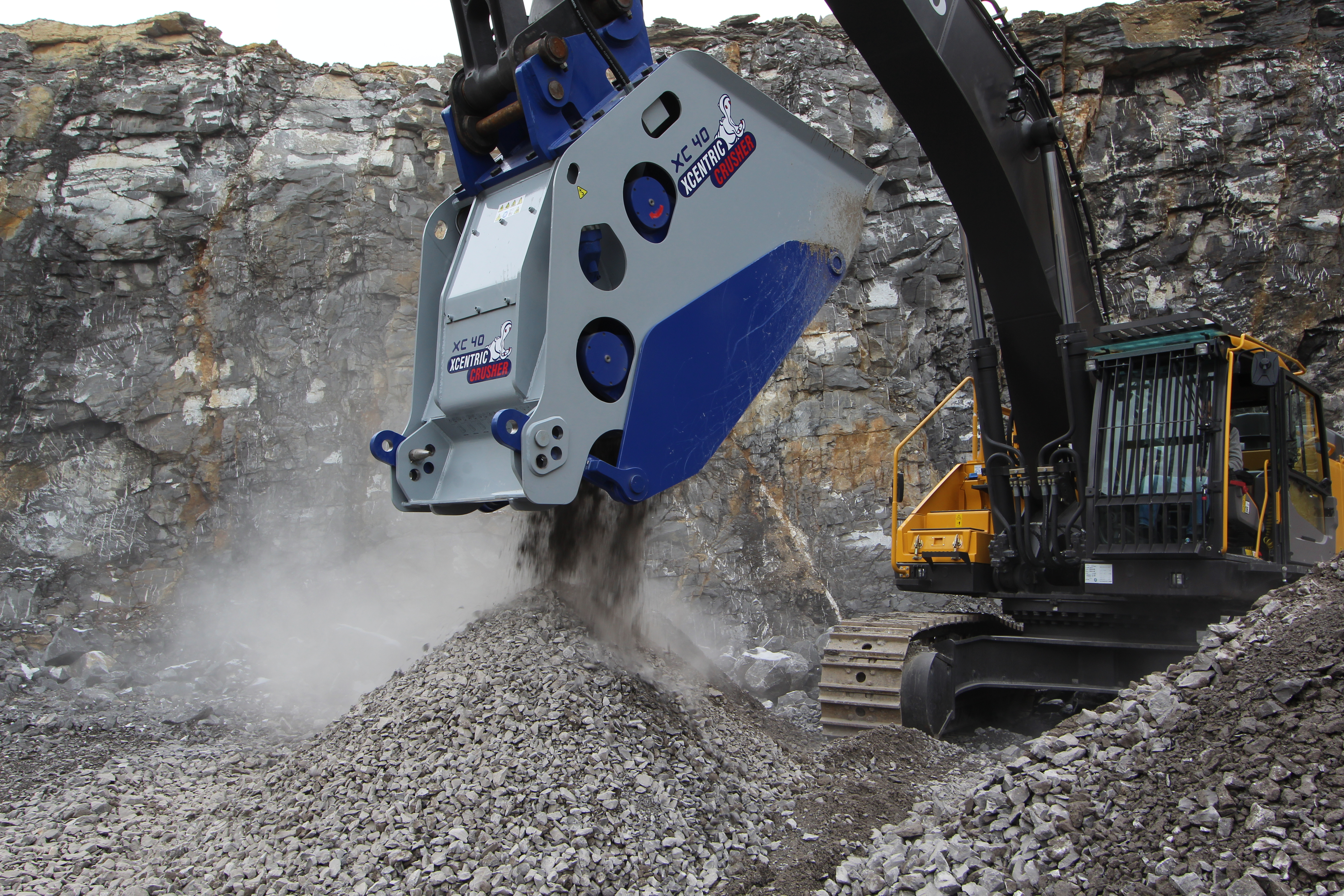
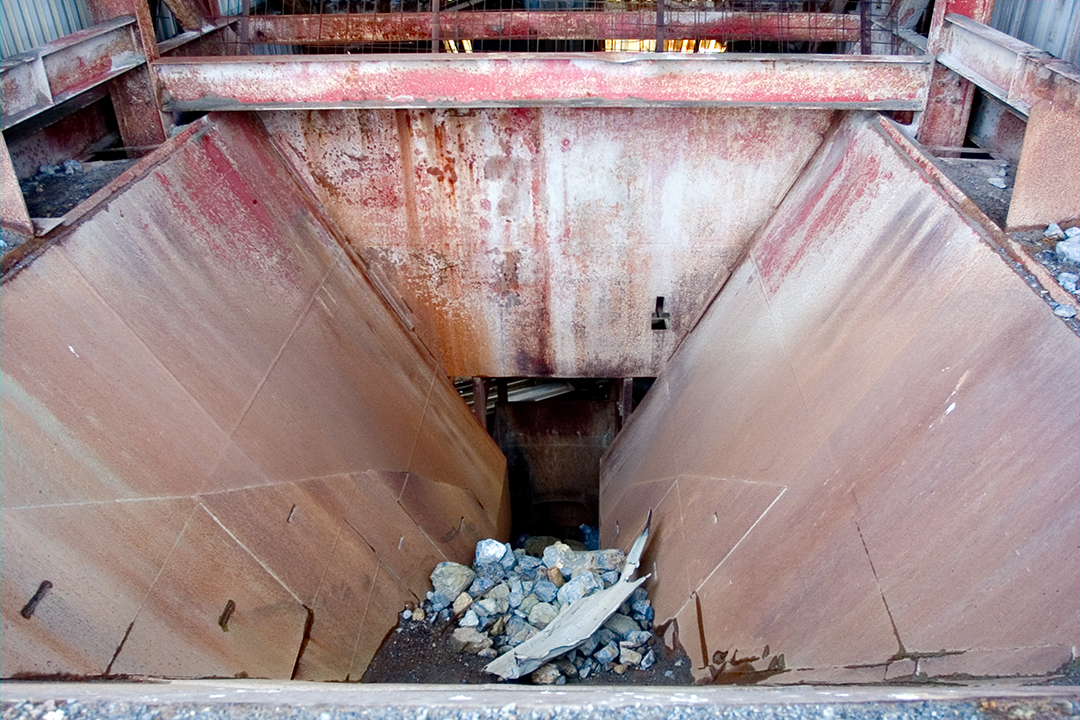
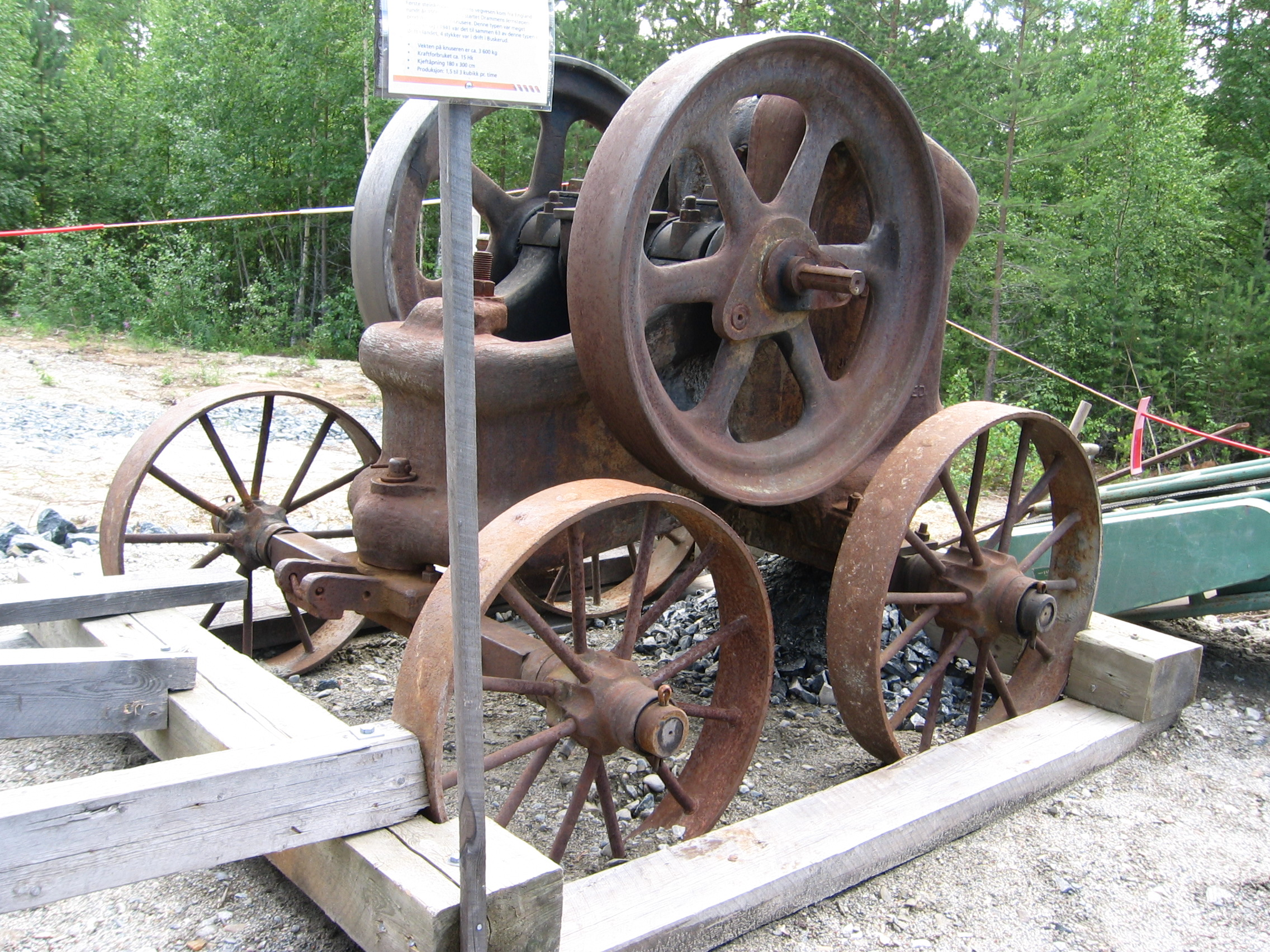